# 湖怪 (神秘动物学)

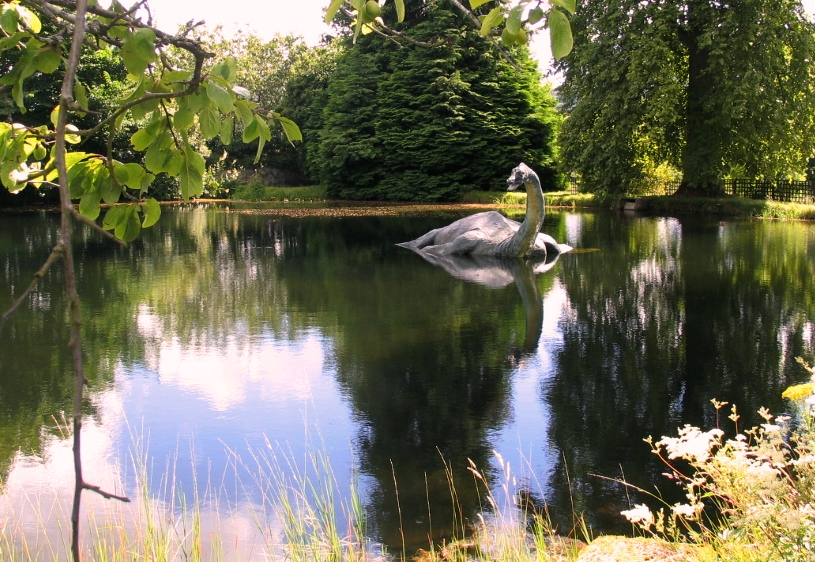
尼斯湖水怪模型，这里采取的是经典蛇颈龙形象。

湖怪（英文：Lake monster）是指湖泊中出没的神秘动物，许多湖怪的历史可以追溯至数个世纪乃至更久以前的民间的传说中，比如著名的尼斯湖水怪。部分著名的湖怪已经成为当地文化的一部分，并且是旅游业的特色。

## 起源与形象演变
瑞典博物学家BengtSjögren曾提出，现今部分湖怪传闻可能是由凯尔特神话中的凯尔派演化而来。早期的一些湖怪形象更接近马，而现代的湖怪则普遍是以海生爬行动物形象出现，这其中可能与科学发展及怪兽文化的传播有关。各殖民地区的湖怪形象是逐步渐进的：最初原住民将传说告知早期探险家，之后融合殖民者的民俗文化，再进一步人们会将湖边发现的不明遗骸与人畜失踪事件归咎于湖怪，而一些有识之士可能会对湖怪进行描述、构建乃至命名学名，最终在书籍与新闻媒体的作用下广泛传播。

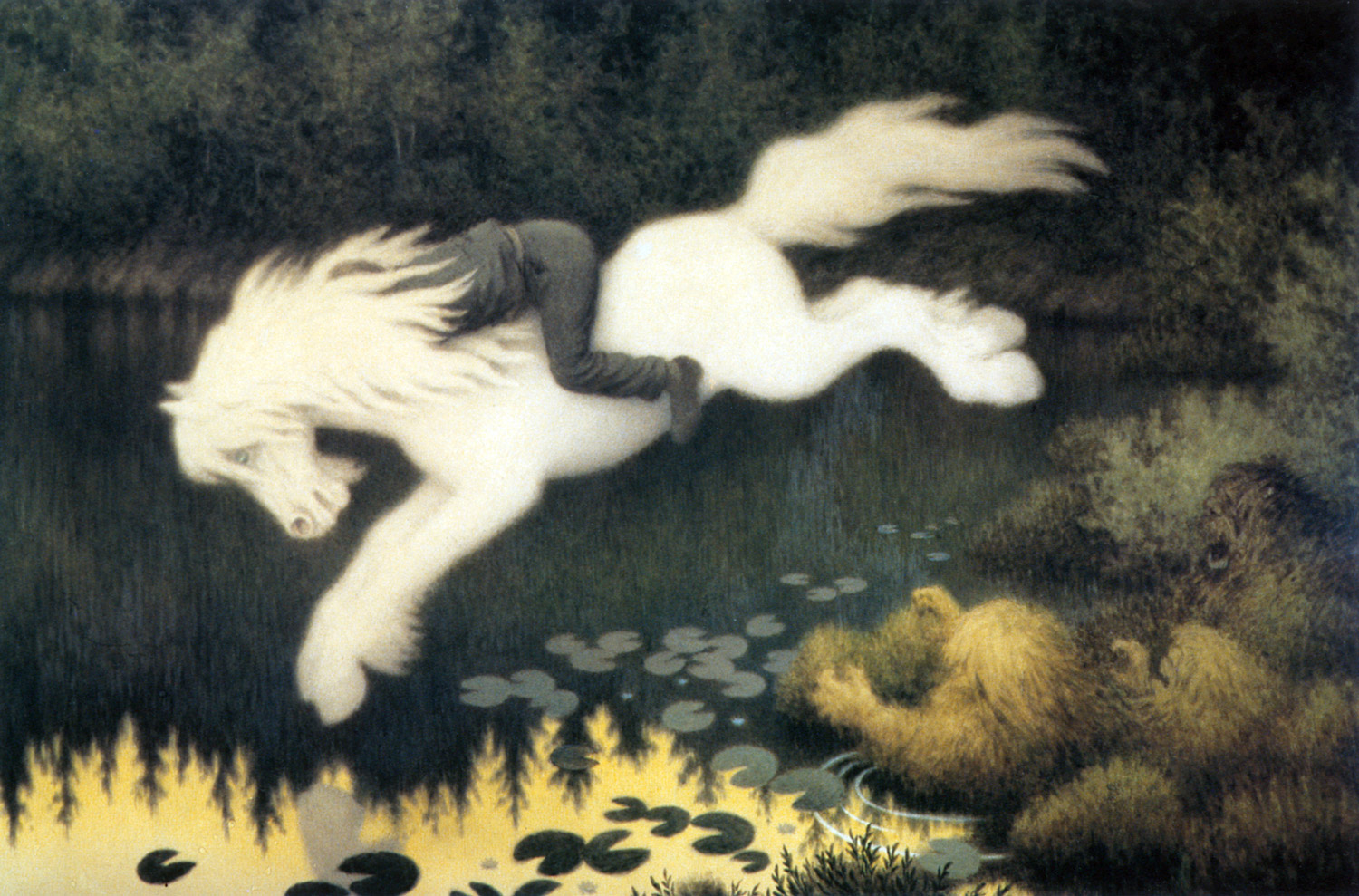
挪威艺术家蒂奥多·吉特尔森绘制的凯尔派。

怪兽电影与古生物情结对于水怪形象的影响是十分重要的，例如著名的《金刚》。1933年4月10日，无数观众在电影院观看了电影《金刚》以及影片中呈现的巨大长颈蜥脚类恐龙。在同年8月，目击者乔治·斯派塞宣称他看见巨大长颈湖怪出没，而该事件的经过与《金刚》中的情节尤其是梁龙镜头极为相似。而据此研究者提出，目击者将目击事件融合了怪兽电影情节，而新闻媒体处于利益考虑而公众宣传这些“真实故事”，并进一步产生更多的目击与新闻报道。类似的案例还有忒提斯湖怪物，四名少年根据电影《少女与海怪》中的怪物虚形象构了一只“银色鳞片皮肤、尖锐爪子、头部有著尖刺”的怪物。随后《開拓者時報》报道此事，皇家加拿大騎警亦展开调查，直到《少年怀疑论者杂志》（Junior Skeptic）编辑志丹尼尔·诺克斯顿（Daniel Loxton）的调查才发现这是一场恶作剧。
著名的“瑞洋丸”事件中，当时的日本正处于蛇颈龙热潮，在瑞洋丸事件四天前（1977年4月29日）日本才播放蛇颈龙形象怪兽电影《恐龙·怪鸟的传说》，而这一浪潮可能间接影响日本研究者的判断，有几位研究者宣称遗骸属于蛇颈龙。英国尼斯湖水怪与蛇颈龙形象也存在着古生物情结，历史上第一具蛇颈龙化石便来自英国，由古生物家玛丽·安宁在英格兰多塞特郡莱姆里杰斯发现，而包含该地区的侏罗纪海岸所产出的化石使得古生物学雏形在18世纪末开始发展，并直接沉重打击了神创论。
那些著名湖怪的照片亦影响了后来的湖怪形象，比如尼斯湖水怪著名的“外科医生照片”。该照片自1934年4月21日在《每日邮报》发表以来已经产生深远影响，各地区湖怪“目击者”仿照"头部与颈部抬出水面“这一形象来制造目击照片。而尼斯湖水怪则与蛇颈龙形象捆绑，影响了诸如库西等水怪在流行文化中的模样。

## 研究与解释
科学怀疑论者本杰明·拉德福德与乔·尼克尔合著的《Lake Monster Mysteries》一书中，两人对各地湖怪传闻分析后表示大量的湖怪目击实际上是水獭误判。乔·尼克尔博士在电视节目《MonsterQuest》展开的一项实验表明目击者对远处物体的大小判断会高估约40%。尼克尔还绘制了北美湖怪目击地图，在与水獭分布图对比后，两者高度重合。
古生物学家达伦·奈什与保罗·巴雷特（Paul Barrett）表示长期存活的独立大型动物（即没有繁殖种群）是不现实的。在接受BBC采访时，两人明确表示诸如魔克拉-姆边贝这类大型神秘动物显然不可能是活恐龙或其它古生物。巴雷特指出一些湖怪传闻最初可能是父母希望籍此警告孩子避免靠近水边。在20世纪初曾卷起一股“恐龙热潮”，这一热潮可能影响后续湖怪的形象与故事。尽管存在着许多湖怪传闻，但其中一些已被证实为骗局（比如乔治湖怪物），而一些“目击者”拍摄的照片也已被证实属于造假。

## 示例
主条目：世界湖怪列表/苏格兰湖怪列表/中国湖怪列表
下列是一个不完整列表，仅用于示例与参考：
- 尼斯：英国，苏格兰，尼斯湖

- 贝西：美国/加拿大，伊利湖

- 尚普：美国/加拿大，尚普兰湖

- 莫拉格：英国，苏格兰，莫勒湖

- 塔霍泰西：美国，太浩湖

- 奥古普古：加拿大，欧肯纳根湖

- 科莫湖怪物：意大利，科莫湖

- 毛鳗: 特内里费岛, 西班牙